# Castiarina rayclarkei
Castiarina rayclarkei es una especie de escarabajo del género Castiarina, familia Buprestidae. Fue descrita científicamente por Barker en 1993.